# Our Revolution
Our Revolution (en français, Notre Révolution) est un comité d'action politique progressiste américain fondé pour prolonger le mouvement lancé par la candidature de Bernie Sanders aux primaires présidentielles du Parti démocrate américain de 2016. Les missions de l'organisation sont de sensibiliser les électeurs à différents enjeux,, d'impliquer la population dans le processus politique et de faire élire des candidats progressistes. Our Revolution: A Future to Believe In (en) est aussi le titre d'un livre écrit par Sanders, publié en novembre 2016,.

## Lancement
L'organisation est officiellement lancée le 24 août 2016, sous la forme d'une organisation de type 501(c)(4), avec une présentation diffusée en direct en ligne via YouTube et plusieurs meetings à travers le pays retransmis par Free Speech TV (en).
Les trois principaux objectifs de Our Revolution sont les suivants :
1. revitaliser la démocratie américaine en mobilisant des millions de personnes dans les processus politiques ;
2. donner les moyens à la prochaine génération de générer ses futurs dirigeants progressistes ;
3. élever la conscience politique en éduquant le public sur les problèmes auxquels sont confrontés les États-unis[8].

Plus spécifiquement, l'organisation a pour but de faire émerger, de soutenir, de promouvoir et de faire élire des candidats progressistes, des conseils d'administration des établissements d'enseignement jusqu'au Sénat ; de soutenir et d'aider à faire passer des lois progressistes, de former et de mobiliser des militants ; et de protester contre des projets tels que les pipelines de pétrole, comme le Dakota Access Pipeline, et les accords de libre-échange, comme l'Accord de partenariat transpacifique. Les thématiques progressistes mis en avant par Our Revolution sont presque identiques à ceux promus par Bernie Sanders en 2016 pendant sa campagne à la primaire démocrate : la réduction des inégalités de revenus et de richesse, la réduction du prix des médicaments sur ordonnance, l'instauration d'un salaire minimum de 15 $, l'expansion de la Sécurité Sociale, la création d'emplois et la gratuité des frais d'inscription à l'université. L'organisation prendra en charge les droits des minorités, et plus particulièrement ceux des Afro-Américains, des Latinos et des Amérindiens. Les organisations qui soutiennent Our Revolution incluent People for Bernie (en), National Nurses United, et Communications Workers of America (en), entre autres.

## Organisation
Les membres de l'organisation du mouvement incluent le directeur de campagne de Sanders lors des primaires démocrates, Jeff Weaver (en) et la porte-parole latino de cette campagne Erika Andiola, qui fait partie des responsables de la communication. Le statut 501(c)(4) ne permet pas à Bernie Sanders de jouer un rôle officiel dans l'organisation du mouvement, en raison de son statut d'élu au Sénat.
Le 29 août 2016, la composition du bureau est la suivante :
- Nina Turner – ancienne élue démocrate au Sénat de l'Ohio (2008-2014),
- Deborah Parker – leader amérindienne,
- Benjamin Jealous (en) – leader des droits civiques, ancien président de la National Association for the Advancement of Colored People (2008-2013),
- Jim Hightower (en) – leader politique, ancien directeur du Département de l'Agriculture du Texas (en) (1983-1991), journaliste radio et auteur,
- James Zogby (en) – fondateur et président de l'Arab American Institute (en), une organisation de défense des droits des arabes américains,
- Huck Gutman (en) – ancien Chieff of staff (directeur des collaborateurs parlementaires) de Bernie Sanders au Sénat,
- Jane Kleeb – militante écologiste,
- Lucy Flores (en) – ancienne élue démocrate à l'Assemblée du Nevada (2011-2015),
- Larry Cohen (en) – syndicaliste, ancien président de Communications Workers of America (en),
- Catalina Velasquez – militante LGBT,
- Shailene Woodley – actrice et militante écologiste.

## Actions

### Élections de 2018
Lors des élections de la Chambre des représentants de 2018, une dizaine de candidats soutenus par le mouvement ont été élus, dont deux affiliés aux Socialistes démocrates d'Amérique. Parmi ces candidats élus figurent notamment Alexandria Ocasio-Cortez, Rashida Tlaib, Deb Haaland, Veronica Escobar, Ilhan Omar, Raúl Grijalva et Jesús "Chuy" García.